# Morte di Sofonisba (Preti)
Sofonisba prende la coppa di veleno, anche noto come Morte di Sofonisba, è un dipinto realizzato da Mattia Preti negli anni settanta del XVII secolo e custodito al Musée des Beaux-Arts di Lione. 

## Storia

### Contesto storico e artistico
Mattia Preti fu un artista che influenzò radicalmente la pittura napoletana della metà del Seicento: intorno agli anni trenta infatti, con Luca Giordano, fu in grado di ridefinire le nuove tendenze della pittura barocca. La principale influenza artistica del Preti fu indubbiamente Caravaggio, che gli trasmise la concezione di un'arte passionale, intensa ed oscura. Preti arrivò a Napoli nel 1656 e grazie al suo contribuito fu gradualmente sostituita l'estetica materialista e classicheggiante - dominante all'epoca - con nuovi elementi barocchi, quali la teatralità, il movimento turbolento, l'importanza dell'illuminazione del punto di vista e al contempo il tenebrismo. Le opere di Preti, concentrate principalmente in Francia, Italia e a Malta, rappresentarono proprio uno specifico aspetto dell'arte barocca, la promozione dell'esuberanza.

### Vicende successive
Nel 1802 la tela fu acquisita dal governo napoletano per essere donata alla Francia, al fine di compensare il prelievo dei dipinti dai depositi della chiesa di San Luigi dei Francesi a Roma; nel 1804 giunse quindi a Parigi. Numerose furono le esposizioni dell'opera: la prima a Napoli nel 1838, in seguito a Colonia nel 1872, a Lione e Marsiglia nel 1988 e nuovamente a Napoli nel 1989. 

#### Restauro del 1987
Nel 1987, la Morte di Sofonisba fu sottoposta a un restauro, dopo essere stata esaminata dal LRMF (Laboratorio di ricerca dei musei di Francia), nei suoi laboratori di Versailles. L'analisi rivelò la presenza di numerose alterazioni che si sviluppano su di una cucitura orizzontale, nella parte centrale del dipinto (all'altezza del collo dell'uomo che riceve la coppa). Inoltre, l'intero strato pittorico era stato oscurato da una vernice marrone-verdastra molto spessa. I bordi erano stati tagliati nella fase di rintelatura di un precedente restauro. Gli interventi si occuparono di fissare nuovamente lo strato preliminare, di alleggerirne il colore e di eliminare, con il bisturi, tutte le ridipinture, la sporcizia e le accumulazioni di vernice. Successivamente ci si dedicò alla ripresa dell'usura e alla posa degli armonizzanti dell'acquerello sull'avambraccio destro dell'uomo in armatura. Il restauro si concluse con una verniciatura generale della tela.

## Descrizione

### Soggetto

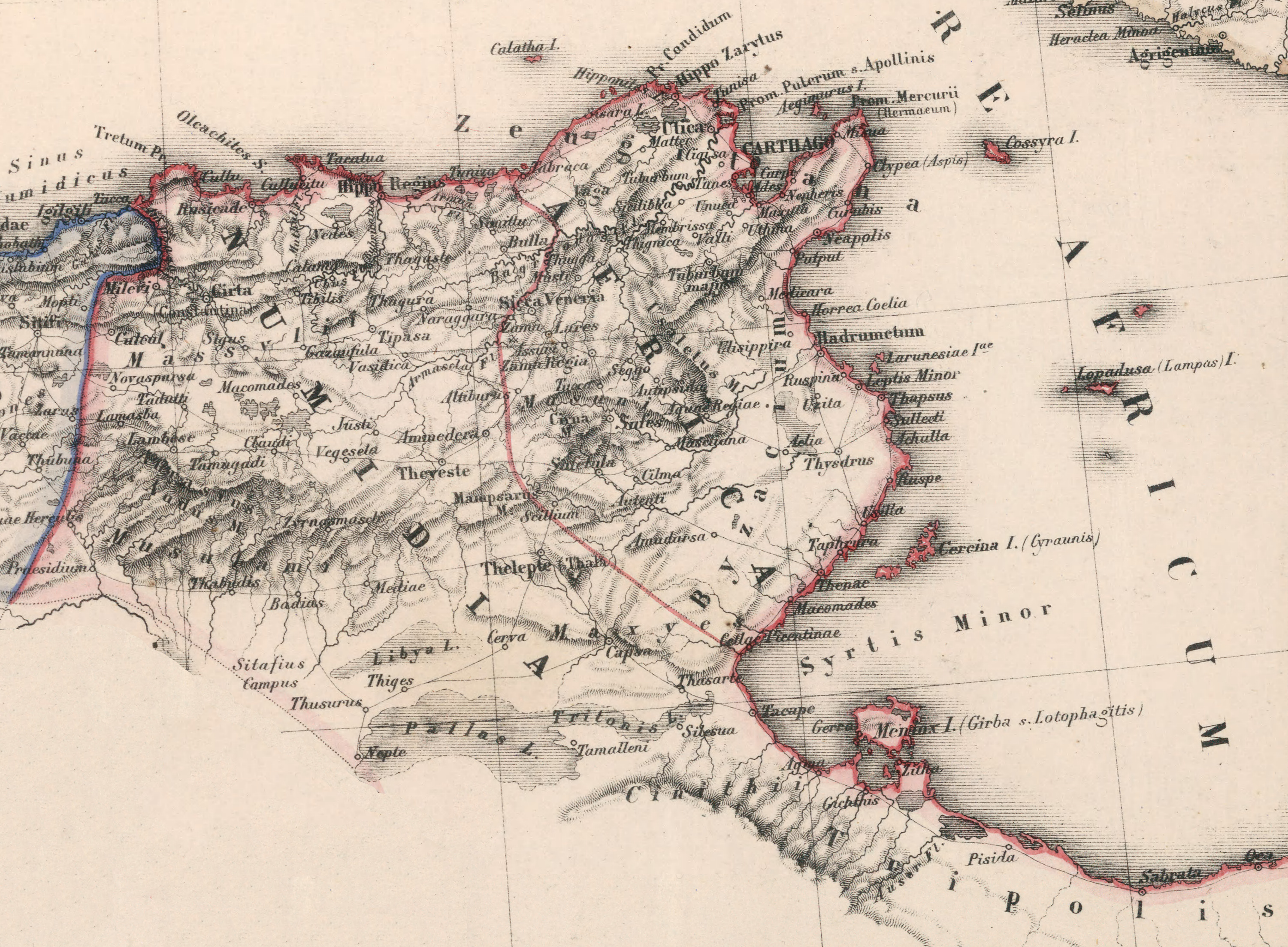
Mappa della Numidia antica

Sofonisba fu una nobildonna vissuta nel III secolo a.C., a Cartagine, nell'odierna Tunisia. La sua storia è narrata nell'Ab Urbe condita di Tito Livio, all'epoca della guerre puniche, quando i Massili della Numidia orientale erano alleati dei Romani e i Massesili della Numidia occidentale erano schierati con i Cartaginesi. Anche Appiano di Alessandria e Plutarco scrissero nelle loro opere di Sofonisba. Quest'ultima era figlia del generale cartaginese Asdrubale Giscone, celebre per la sua bellezza e la sua istruzione. Inizialmente promessa in sposa a Massinissa - figlio del re dei Massili Gala e a sua volta sovrano - divenne moglie di Siface, re dei Massesili e alleato del padre della ragazza. Nel corso della seconda guerra punica Massinissa - dalla parte dei Romani - inflisse una sconfitta a Siface, che fu fatto prigioniero. Innamorato sin dal momento in cui l'aveva conosciuta, Massinissa colse l'occasione per sposare Sofonisba. 
I Romani non approvarono tale unione, temendo che il re dei Massili potesse venir meno all'alleanza. In aggiunta, una volta sconfitto Siface, la regina avrebbe dovuto essere considerata come proprietà del popolo romano. Dinanzi alla possibilità di essere condotta a Roma, Sofonisba preferì la morte piuttosto che subire il disonore di cadere nelle mani dei nemici. La regina decise quindi di ingerire del veleno per morire: tale comportamento fu considerato simbolo di onore, coraggio, determinazione e compostezza. 
La storia di Sofonisba fu di ispirazione per grandi scrittori, drammaturghi e tragediografi, come nel caso della tragedia Sofonisba di Gian Giorgio Trissino del 1524, tradotta dal poeta francese Mellin de Saint-Gelais nel 1556 per essere presentata alla corte di Francia (analogamente accade con Claude Mermet nel 1584). Sul finire del XV secolo, il suo personaggio fu messo in scena da Antoine de Montchrestien nella sua Sofonisba o la Cartaginese. Successivamente Jean Mairet propose la sua versione della vicenda nel 1634, attenendosi anche alle tre unità. Pierre Corneille scrisse la sua tragedia Sofonisba, la più fedele alla verità storica: essa fu rappresentata per la prima volta all'Hôtel de Bourgogne nel gennaio 1663, sebbene non riscosse grande successo. Un secolo più tardi Voltaire, con lo pseudonimo di Lantin, concepì una tragedia in cinque atti, Sofonisba, stampata nel 1770 e messa in scena il 15 gennaio 1774 al teatro della Comédie-Française. Negli anni Novanta la sua storia fu ripresa dalla scrittrice Marie-France Briselance, nel suo romano Massinissa il Berbero del 1990, e dallo storico Gabriel Camps nel libro L'Africa del Nord, l'Eroina del Maghreb e del Sahara del 1992. 

### Analisi
Il personaggio centrale del dipinto è Sofonisba, che si trova in posizione rialzata rispetto agli altri personaggi, occupando una porzione notevole della tela. Lo sfondo scuro si contrappone al pallore della sua pelle; a sinistra, il cielo grigio e nuvoloso - con sfumatore che arrivano quasi al nero - annuncia il tragico destino a cui è condannata. Sofonisba è pallida e deturpata: si percepisce l'effetto rapido e compiuto del veleno che ha assunto. La sua mano sinistra è poggiata sul cuore, in segno di rottura del suo amore con Massinissa, a cui con la mano destra dà la coppa da cui ha appena bevuto il veleno. L'uomo, anch'egli in primo piano, porta una toga rossa sulla spalla, a rappresentare l'assassinio e l'amore distruttore. La regina, invece, indossa un tessuto azzurro, colore raro e riservato ai personaggi importanti. L'amore tra i due è elegantemente evidenziato da un putto, emblema dell'arte barocca. Tutti gli sguardi e le attenzioni sono rivolti a Sofonisba, protagonista della scena. Una donna in basso a destra sembra coprirsi il naso con un fazzoletto di stoffa, in segno di ansia. 
Il dipinto evoca grande potenza e qualità dinamica, ed è influenzato dall'arte struggente e oscura di Caravaggio. La scena è caratterizzata da una certa teatralità e dall'attenzione agli elementi decorativi di natura architettonica. La presenza dell'architettura greca sullo sfondo richiama l'epoca in cui è vissuta la nobildonna di Cartagine. 